# Giovanni Alliata di Montereale
Giovanni Francesco Stefano Ippolito Oliviero Agilulfo Pio Giacomo Orazio Maria Brasilino detto anche Gianfranco Alliata di Montereale e Villafranca (Rio de Janeiro, 26 agosto 1921 – Roma, 20 giugno 1994) è stato un politico italiano.

## Biografia
Il principe don Giovanni Francesco Stefano Ippolito Oliviero Agilulfo Pio Giacomo Orazio Maria Brasilino Alliata di Montereale e Villafranca, meglio conosciuto come Gianfranco, figlio di don Giovanni (nato a Trapani il 13 agosto 1877, deceduto a Rio de Janeiro il 20 gennaio 1938, ministro plenipotenziario di 1ª classe) e di donna Olga dei conti Matarazzo, nacque in Brasile, dove la famiglia materna aveva vasti possedimenti.
Laureato in giurisprudenza, dopo lo sbarco degli Alleati in Sicilia del 1943 aderì al movimento separatista. Capo della componente agraria del Movimento Indipendentista Siciliano, fu indicato da Gaspare Pisciotta come uno dei mandanti della strage di Portella della Ginestra del 1º maggio 1947, ma le accuse non furono mai provate.
Nel 1946 è eletto al consiglio comunale di Palermo. Il 30 aprile 1947 fu eletto deputato all'Assemblea regionale siciliana ma si dimise nel 1948 perché eletto deputato alla Camera, nella prima legislatura, per il Partito Nazionale Monarchico, nel collegio unico nazionale. Durante l'elezione del primo Presidente della Repubblica, si rende autore di un gesto scandaloso, annunciando la propria astensione e stracciando la scheda utilizzata nell'elezione, come a ribadire la sua nostalgia per la Monarchia. Il suo gesto provocò una sollevazione dell'Aula al grido "Viva la Repubblica!".
Uscito dal Partito Nazionale Monarchico nel 1952, fondò il Fronte Nazionale Monarchico, che durò solo un anno, per poi riunirsi nel 1953 con il PNM con cui fu riconfermato alla Camera nello stesso anno. Quattro anni dopo, nel 1956 passa al Partito Monarchico Popolare, con cui viene rieletto nella terza legislatura, stavolta nel collegio di Palermo. Aderì poi nel 1959 al Partito Democratico Italiano. Nel maggio 1960 fu tra i fondatori del Partito Monarchico Italiano, che sostenne il governo Tambroni, passando al gruppo misto.
Non fu rieletto nel 1963.
Consigliere comunale a Bologna dal 1956 al 1960, è stato vice presidente del Partito nazionale monarchico e presidente regionale per la Sicilia dello stesso Partito; vice presidente del Partito monarchico popolare e vice presidente dell'Unione monarchica italiana. Fu coinvolto nell'inchiesta per il tentato golpe del principe Junio Valerio Borghese nel 1970, ma fu prosciolto e fece parte dell'organizzazione neofascista Rosa dei venti.

### Massoneria
Massone, fu Sovrano Gran Commendatore della Massoneria di Rito Scozzese Antico e Accettato per l'Italia (costituita nel 1948) dal 1955 al 1960, quando questa obbedienza si fuse con il Grande Oriente d'Italia, Alliata sottoscrisse all'atto di riunificazione ma non si affiliò fino al 1973, anno in cui aderì alla Loggia P2 (tessera n. 361), dimettendosi nel 1976 e uscendo anche dal GOI. In seguito, nel 1978, creerà un autonomo Supremo Consiglio dei 33 del Rito Scozzese Antico e Accettato, che si unirà con una nuova Serenissima Gran Loggia d'Italia di Piazza del Gesù (la quale era fuoriuscita nel 1962 dalla Gran Loggia d'Italia e guidata dall'ex Gran Maestro Tito Ceccherini), della quale sarà Sovrano Gran Commendatore e Gran Maestro dal 24 marzo 1979 fino alla morte. Il suddetto ordine, dopo la sua morte è tuttora stato rinominato Serenissima Gran Loggia d'Italia. Costituì l'Associazione Nobili del Sacro Romano Impero.

### Ultimi anni
Nel 1993 fu promotore a Roma di una lista alle Comunali per le prime elezioni dirette del sindaco.
Morì a Roma, mentre era agli arresti domiciliari per un'indagine della Procura di Palmi, con l'accusa di aver condizionato le ultime elezioni amministrative di Roma.